# ميغيل رووي
ميغيل رووي (1975 - ) (بالإسبانية: Miguel Rowe)‏ هو لاعب كريكت أرجنتيني.

## وصلات خارجية
- ميغيل رووي على موقع إي آس بي آن كريك إنفو (الإنجليزية)